# Bistum Javols

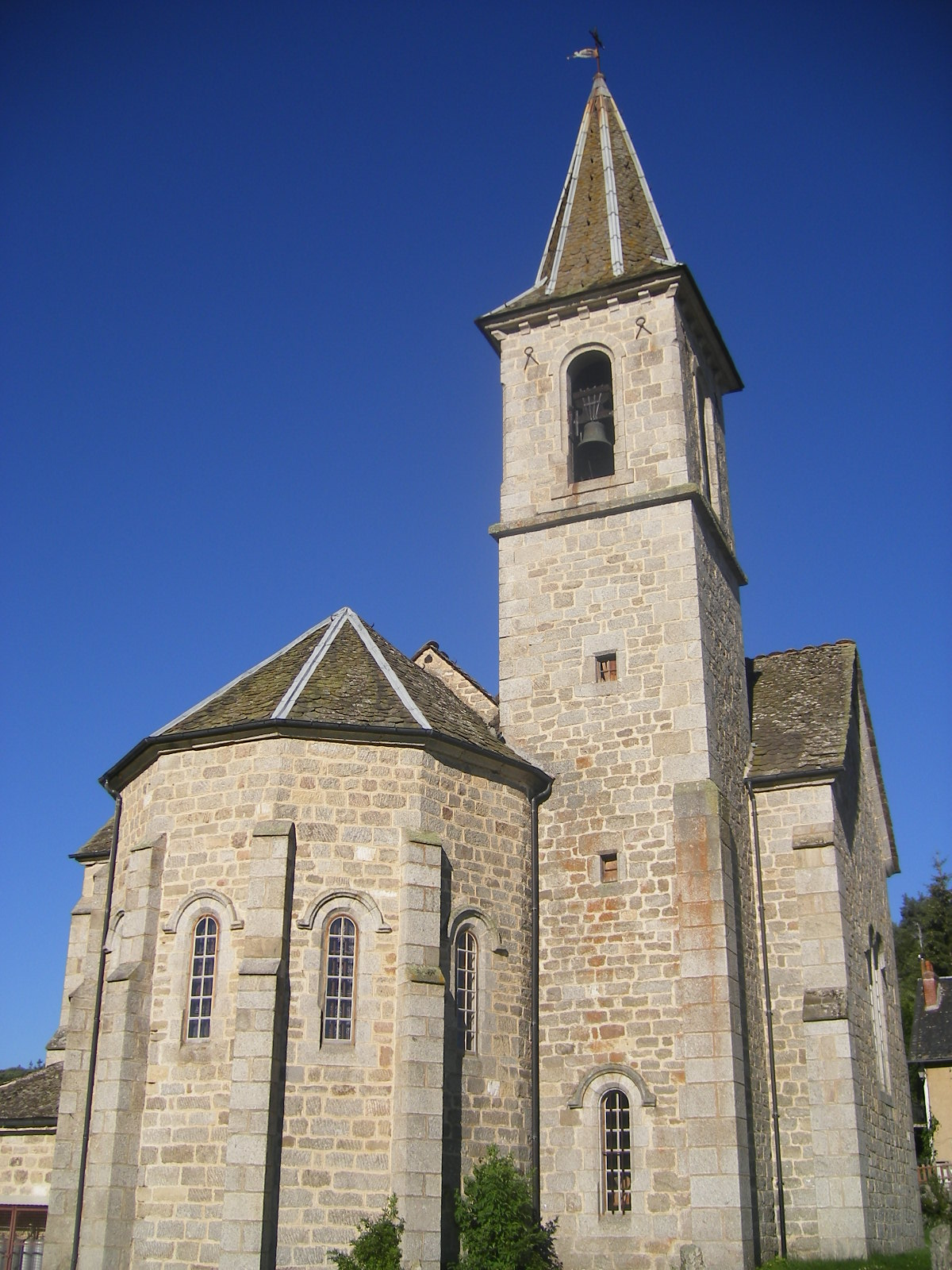
Die heutige katholische Kirche im Ort

Das Bistum Javols (Gabalensis dioecesis) mit dem Bischofssitz in Javols, im heutigen französischen Département Lozère, wurde im 3. Jahrhundert gegründet.

## Geschichte
Javols wurde im 5. Jahrhundert durch die Völkerwanderung stark in Mitleidenschaft gezogen, wovon sich der Ort nicht wieder erholte. Der Bischofssitz wurde daher Mitte des 10. Jahrhunderts nach Mende verlegt, die Diözese in Bistum Mende umbenannt.